# Ukraina bez Kuczmy
Ukraina bez Kuczmy (ukr. Україна без Кучми, w skrócie UBK, УБК) – kampania protestacyjna na Ukrainie w latach 2000–2001, zorganizowana przez ówczesną opozycję polityczną, mająca na celu ustąpienie prezydenta Łeonida Kuczmy.

## Przyczyny i początek wystąpień

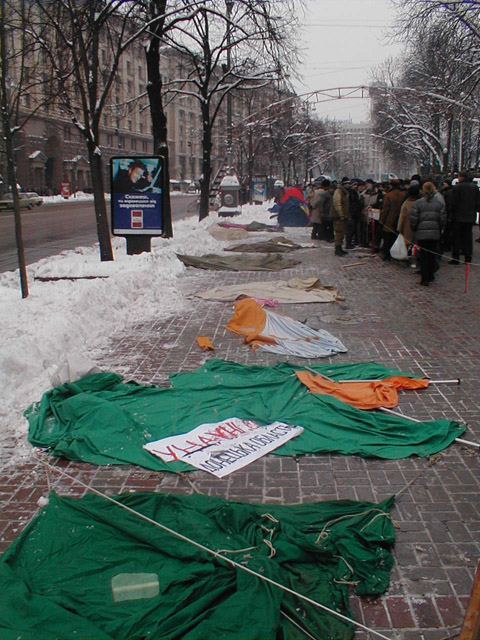
Namioty protestujących zniszczone 6 lutego

Masowy sprzeciw wobec Kuczmy (wybranego ponownie w 1999 roku na drugą kadencję prezydencką) rozpoczął się od opublikowania 28 listopada 2000 roku przez Ołeksandra Moroza (ówczesnego lidera frakcji socjalistów w parlamencie) materiałów kompromitujących prezydenta. Według jego wersji 16 września 2000 roku Kuczma nakazał porwanie i zabójstwo dziennikarza opozycyjnej gazety Heorhija Gongadze. Wydarzenia, które rozpoczęły się w murach parlamentu (gdzie Moroz prezentował rozmowy Kuczmy z innymi wysokimi urzędnikami) i stały się znane jako „skandal kasetowy”, szybko przeniosły się na ulice Kijowa.
Pierwszy protest przeciwko Kuczmie odbył się 15 grudnia 2000 roku z udziałem 24 partii politycznych i organizacji społecznych, m.in. Socjalistycznej Partii Ukrainy, Partii „Sobor”, Ukraińskiej Partii Republikańskiej, Reform i Porządku, UNA-UNSO, Ukraińskiego Komunistycznego Związku Młodzieży, Wszechnicy-Ukraińskiej Partia Robotniczej i innych, od skrajnie nacjonalistycznych po ugrupowania lewicowe. Protestujący rozbili obóz namiotowy w centrum Kijowa, domagając się dymisji prezydenta i szefów organów ścigania oraz niezależnego zbadania sprawy zaginionego dziennikarza Heorhija Gongadze (pod hasłem „Chcemy prawdy”).
27 grudnia akcja „Ukraina bez Kuczmy” została czasowo odwołana – pod pretekstem przebudowy placu Niepodległości protestujący zostali zmuszeni do zwinięcia namiotów i opuszczenia placu.
14 stycznia 2001 roku rozpoczął się drugi etap akcji. Przedstawiciele antykuczmowskiej opozycji rozbili namioty wzdłuż Chreszczatyku, od miejsca przyszłego Pomnika Niepodległości Ukrainy po plac Besarabski. W drugiej połowie stycznia i przez cały luty na Chreszczatyku oraz placu Niepodległości miały miejsce akty obywatelskiego nieposłuszeństwa, wiece i demonstracje domagające się rezygnacji Leonida Kuczmy i szefów organów ścigania.
1 marca zlikwidowano obóz namiotowy na Chreszczatyku.

## Wydarzenia z 9 marca 2001

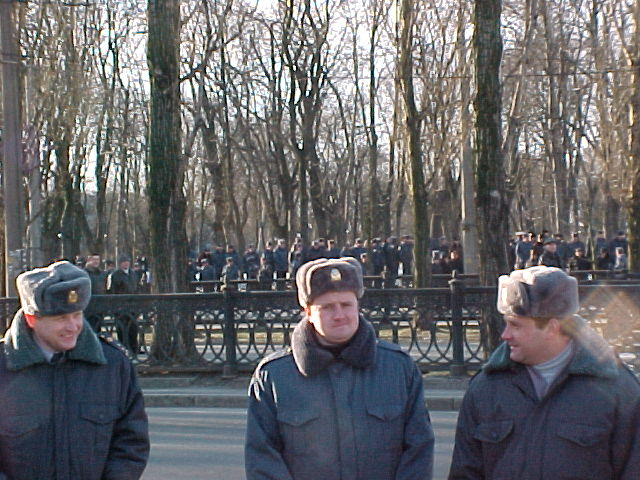
Milicja w Parku Szewczenki rano 9 marca

8 marca, w przeddzień rocznicy urodzin Tarasa Szewczenki i spodziewanych tradycyjnych uroczystości państwowych (złożenia kwiatów pod pomnikiem Szewczenki w parku jego imienia), zaproponowano, by Łeonid Kuczma nie został tam wpuszczony. W odpowiedzi, w nocy z 8 na 9 marca Park Szewczenki został otoczony przez kilka tysięcy milicjantów.
9 marca około godziny 8:00 prezydent przybył do parku i po złożeniu kwiatów opuścił teren. W tym czasie protestujący bezskutecznie próbowali przebić się przez szeregi milicjantów. Milicja aresztowała najbardziej agresywnych demonstrantów pomiędzy 9:00 a 10:00 rano i zabrała ich na ulicę Bohomolca, do siedziby Ministerstwa Spraw Wewnętrznych.

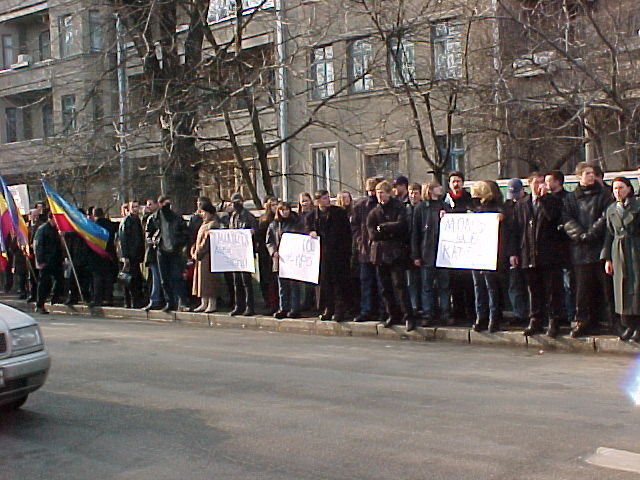
Protesty 9 marca

Między godziną 11:00 a 14:00 w Parku Szewczenki odbył się wiec, który następnie przerodził się w pochód i demonstrację pod gmachem Ministerstwa Spraw Wewnętrznych. Od 14:00 do 15:00 w centrum Kijowa odbyła się demonstracja kilku tysięcy ludzi ze skandowaniem haseł i transparentami. Protestujący domagali się dymisji Kuczmy i wszczęcia przeciwko niemu postępowania karnego. O 15:00 demonstranci zatrzymali się pod budynkiem Administracji Prezydenta na ulicy Bankowej. Droga została zablokowana przez funkcjonariuszy Berkutu, a na podejściu do gmachu Administracji Prezydenta wybuchły zamieszki. Starcia trwały od około trzydziestu do czterdziestu minut i zakończyły się wycofaniem protestujących.

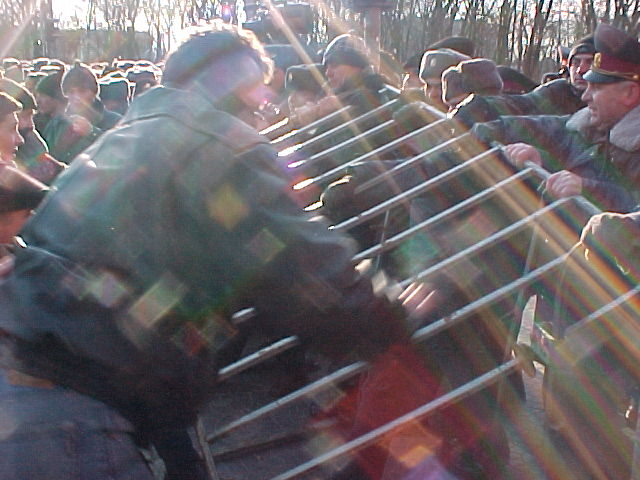
Starcia z milicją

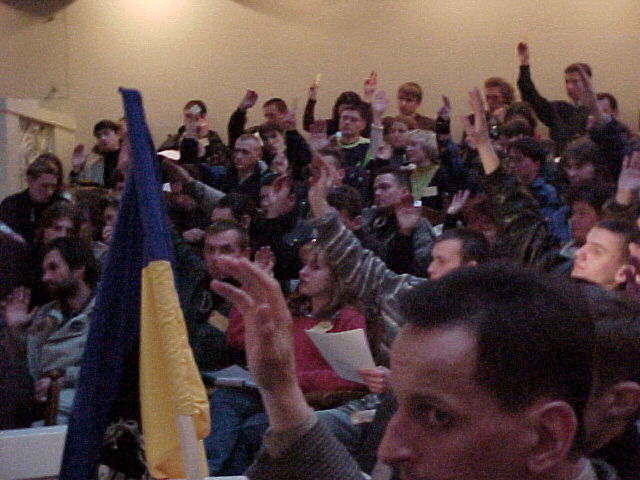
Zjazd inauguracyjny Ruchu „O Prawdę!”

Około godziny 17:00 w Domu Nauczyciela rozpoczął się zjazd inauguracyjny ruchu „O Prawdę!”, którego uczestnikami byli głównie studenci. W tym samym czasie siły specjalne przejęły główny sztab UNA-UNSO na ulicy Dymytrowa, organizacji najbardziej aktywnej w protestach antykuczmowskich, pilnującej obozu namiotowego i uczestniczącej we wszystkich działaniach w ramach kampanii „Ukraina bez Kuczmy”. Wszyscy członkowie UNA-UNSO, na czele z ich przywódcą Andrijem Szkilem, zostali zabrani do różnych regionalnych komisariatów milicji.
W tym samym czasie na kijowskich stacjach kolejowych milicja zatrzymywała młodych ludzi, którzy według ich rozeznania mogli należeć do odpowiedzialnych za zamieszki. Identyfikacja opierała się na noszeniu symboli kampanii „Ukraina bez Kuczmy”, czy nawet na używaniu języka ukraińskiego, którym mieli posługiwać się „podejrzani”. W sumie zatrzymanych tego dnia zostało ponad 300 osób. Zdecydowana większość z nich (zwłaszcza po interwencji Rzecznika Praw Obywatelskich Niny Karpaczowej) została zwolniona następnego dnia lub odbyła karę kilkudniowego aresztu z uzasadnieniem w rodzaju „za obsceniczne przeklinanie w miejscach publicznych”. Jednak 19 aresztowanych w tej sprawie stanowiło później trzon procesu sądowego i zostało ukaranych maksymalną możliwą karą za – jak ustaliły władze – „organizowanie masowych zamieszek”.
29 maja 2001 roku premier Wiktor Juszczenko został odwołany ze stanowiska, a w następnym roku przyłączył się do opozycji.

## Proces sądowy
4 czerwca 2001 roku Służba Bezpieczeństwa Ukrainy oficjalnie wszczęła sprawę karną na podstawie art. 71 ust. 2 Kodeksu Karnego Ukrainy, oskarżając 19 uczestników protestów o „wyrządzenie wielkiej szkody materialnej państwu” oraz „spowodowanie uszkodzenia ciała znacznej liczby funkcjonariuszy milicji”. 2 października 2001 roku przed sądem starokijowskim rozpoczęła się „sprawa 9 marca”.
Odrzucając prośby obrońców, sędzia Wolik odmówił zmiany środka zapobiegawczego wobec oskarżonych z aresztu na pisemne zobowiązanie się do nieopuszczania kraju. Bezkompromisowość sędziów wpłynęła również na tajność procesu. Prasa nie miała możliwości swobodnego uczestniczenia w pierwszych rozprawach sądowych. Wszystko to wywołało protesty wśród oskarżonych, większość z nich rozpoczęła strajk głodowy. Wskutek tego władze przystały przynajmniej na jeden z warunków opozycji: od końca 2001 roku przesłuchania odbywały się w otwartej dla dziennikarzy sali Kina Peryferyjnego Zagrzeb.
Strajk głodowy doprowadził do znacznego pogorszenia stanu zdrowia kilku protestujących. Zwolniony za kaucją Mykoła Karpiuk wraz z Eduardem Kowalenką i Jurijem Tymą utworzyli wówczas nowe, lojalne wobec władzy kierownictwo UNA-UNSO.
31 marca 2002 roku, przebywając w areszcie, Andrij Szkil wygrał wybory w 121. okręgu wyborczym (obwód lwowski) i został deputowanym do Rady Najwyższej IV kadencji.
25 grudnia 2002 roku sąd pod przewodnictwem Iwana Wolika, z udziałem sędziów Fiodorczuka i Waligury, wydał wyrok w „sprawie 9 marca”. Mykoła Lachowycz został skazany na 5 lat więzienia, Karpiuk na 4,5 roku, Mazur, Zajczenko, Halczyk i Myronczyk na 4 lata, Bojko i Horoszczuk na 3,5 roku, Buriaczko na 3 lata, Nazar na 2 lata i 3 miesiące. Pozostali oskarżeni otrzymali po 2 lata pozbawienia wolności, co właściwie oznaczało dla nich wyjście na wolność, gdyż do kary pozbawienia wolności zaliczono czas, jaki upłynął od momentu ich aresztowania. Sprawa Andrija Szkila została przesunięta na odrębne postępowanie.
W 2003 i 2004 roku wyroki zostały złagodzone przez sądy wyższej instancji.